# Mézy-sur-Seine
Mézy-sur-Seine is een gemeente in Frankrijk. Het ligt aan de rechteroever van de Seine, op 37 km ten westen van het centrum van Parijs. De rechteroever van de Seine is vanaf het centrum van Parijs tot voorbij Mézy-sur-Seine aaneengesloten bebouwd. Er ligt langs het hele deel van de oever van het deel waar Mézy-sur-Seine aan de Seine ligt een eiland.

## Kaart
De onderstaande kaart toont de ligging van Mézy-sur-Seine met de belangrijkste infrastructuur en aangrenzende gemeenten.

## Demografie
Onderstaande figuur toont het verloop van het inwonertal, bron: INSEE-tellingen. 